# Prenk Pervizi

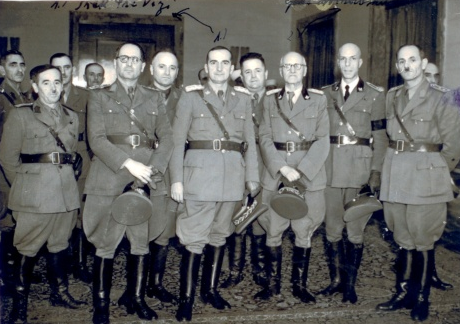
Gen. Pervizi wraz z oficerami sztabu armii albańskiej, 1943

Prenk Pervizi, także Preng Previzi (ur. 4 maja 1897 we wsi Skuraj w okręgu Kurbin, zm. 6 września 1977 w Brukseli) – generał armii albańskiej.

## Życiorys
Syn Frroka i Mriki. Uczył się w szkole średniej w Szkodrze, a następnie w latach 1914–1918 w szkole kadetów w Wiedniu, gdzie poznał Ahmeda Zogu. W 1918 powrócił do Albanii i objął dowództwo nad żandarmerią w okręgu Kruja. W latach 1920–1921 walczył przeciwko Serbom w północnej Albanii, a także przeciwko buntującym się Mirdytom. W marcu 1922 bronił Tirany przed rebeliantami Eleza Isufiego, próbującymi przejąć władzę nad stolicą. W czerwcu 1924, w czasie przewrotu, dokonanego przez zwolenników Fana Noliego, poparł Ahmeda Zogu i wraz z nim udał się na wygnanie do Jugosławii. Powrócił w grudniu 1924, zaś podległe mu oddziały opanowały rejon Lezhy. Należał do grona najbliższych współpracowników Ahmeda Zogu w czasie, kiedy ten przejmował władzę w Albanii w 1925 jako prezydent, a w 1928 jako monarcha. W 1926 dowodził oddziałami wojskowymi, które tłumiły rebelię antyrządową w krainie Dukagjini.
W latach 1929–1934 studiował we włoskich szkołach wojskowych w Turynie i Florencji. Jako przedstawiciel armii albańskiej uczestniczył w pracach komisji obserwatorów podczas włoskiej inwazji na Abisynię w latach 1935-1936. W listopadzie 1937 awansowany do stopnia pułkownika, po ucieczce Xhemala Aranitiego objął dowództwo nad albańskimi siłami zbrojnymi. W czasie inwazji włoskiej na Albanię w kwietniu 1939 znajdował się w Korczy, pomagając Ahmedowi Zogu i jego rodzinie w wyjeździe do Grecji.
W czasie wojny grecko-włoskiej 1940–1941 współpracował z armią włoską, dowodząc jednostkami albańskimi w rejonie Korczy. Dowodzona przez niego jednostka w czasie bitwy z Grekami opuściła linię frontu. Mimo to 5 listopada 1942 uzyskał awans na stopień generalski, a w kwietniu 1943 Pervizi został mianowany dowódcą brygady albańskiej, która miała zostać uzbrojona i wyekwipowana we Włoszech. Po kapitulacji armii włoskiej we wrześniu 1943 przejął dowództwo nad jednostkami albańskimi od gen. Renzo Dalmazzo. Wkroczenie wojsk niemieckich do Albanii położyło kres jego aspiracjom stworzenia niezależnych albańskich sił zbrojnych. Wraz z wiernymi mu ludźmi wycofał się w góry i nawiązał kontakt z brytyjską misją, działającą na terytorium Albanii. W listopadzie 1944, kiedy władzę nad krajem przejęli komuniści, Pervizi ukrył się w górach, w rejonie Kurbinu i czekał na interwencję państw zachodnich. W 1945 jego dom w Skuraju został spalony przez komunistów, a dom w Tiranie skonfiskowany. We wrześniu 1946 uciekł do Grecji, gdzie uzyskał status uchodźcy politycznego. Mieszkał tam do 1965, kiedy przeniósł się do Belgii.
W życiu prywatnym był żonaty (żona Prena z d. Gjokolaj), miał troje dzieci. Wszyscy trafili do komunistycznych więzień, gdzie zmarła matka i żona Perviziego, a także jeden z jego synów.